# Auloserpusia chopardi
Auloserpusia chopardi är en insektsart som beskrevs av Vitaly Michailovitsh Dirsh 1962. Auloserpusia chopardi ingår i släktet Auloserpusia och familjen gräshoppor. Inga underarter finns listade i Catalogue of Life.